# Jaroslav Šajtar
Jaroslav Šajtar (3. prosince 1921 – 4. února 2003) byl český šachový mistr a čestný velmistr narozený v Ostravě.
Zvítězil v soutěži v Krakově v roce 1938, třikrát se umístil na sdíleném 4. místě v Chocni (1942), Praze (1943, zvítězil Alexander Aljechin) a ve Zlíně (1943) a na samostatném 4. místě v Teplicích (1947). Vrcholnou formu měl na přelomu čtyřicátých a padesátých let; jeho nejlepším výsledkem bylo sdílené 2. místo s Izákem Boleslavským, Luďkem Pachmanem a Vasilem Smyslovem ve Varšavě roku 1947 a 3. místo v Bukurešti v roce 1949. Hrál v československém týmu proti Velké Británii v roce 1947 a na olympiádách v Helsinkách (1952) a Amsterdamu 1954. V československém mistrovství v roce 1952 skončil na 2. místě.
V roce 1956 byl Šajtar zvolen viceprezidentem FIDE (jako prezident zóny 3 – východní Evropa). Do roku 1974 sloužil jako funkcionář FIDE a věnoval se organizaci šachových soutěží. Často sloužil jako rozhodčí na studentských olympiádách.
Šajtar získal titul mezinárodního mistra v roce 1950, v roce 1955 se stal mezinárodním rozhodčím. FIDE mu jako doposud jedinému Čechovi v roce 1985 udělila titul čestného velmistra.

## Významné šachové hry
- Jaroslav Sajtar vs Bogdan Sliwa, Varšava 1947, Queen's Gambit Accepted (D23), 1-0 (pěkná, velmi krátká hra: Pozice černého s opožděným vývinem je úspěšně napadena bílými lehkými figurami).[6]
- Jaroslav Sajtar vs Ludek Pachman, UJCS-17. Kongress 1943, Nimzo-Indian, 4.e3 OO 5.Bd3 (E47), 1-0 (další krátká hra dvou tehdy mladých českých mistrů ukazuje typickou útočnou kombinaci).[7]